# Szálasanyagok
A szálasanyagok a textilipar nyersanyagainak összefoglaló neve. Ez a kifejezés a nyersanyagok külső megjelenési formájára utal, mivel hosszuk sok nagyságrenddel nagyobb, mint az átmérőjük. Ahhoz, hogy a szálasanyagokból fonalakat lehessen fonni, műszakilag legalább 5 mm, gazdaságossági szempontból legalább 10 mm hosszúnak kell lenniük. Azonban szálasanyagokból nem csak fonalakat készítenek, a textiliparnak vannak más eljárásai is, amelyek nem fonalakat használnak fel, hanem a szálasanyagokból a fonalgyártást kikerülve hoznak létre összefüggő kelmét (ilyenek a nemezek és bizonyos fajta ún. nemszőtt kelmék).
A „szál” tehát nem tévesztendő össze a belőle készült fonallal: a fonal alkotóeleme a szál, amely valamely szálasanyag-csoportból származik.
Szálasanyagokat nem csak a textilipar használ fel, hanem fontos alapanyagai a kompozitokat előállító műanyagiparnak is, amely erősítő anyagként hasznosítja ezeket.

## A szálasanyagokról általában
A legtöbb szálasanyag közös tulajdonsága, hogy polimer láncmolekulákból, azaz egymáshoz kapcsolódó, egyforma vagy többféle, de szabályosan ismétlődő atomcsoportokból épülnek fel. Ilyen láncmolekulák létrejönnek a természetben (jó példa erre a növényi szálasanyagokat felépítő cellulóz vagy az állati szőrök alkotó anyaga, a keratin), de létrehozhatók mesterséges úton, kémiai eljárásokkal is – ezek az ún. szintetikus szálasanyagok. Vannak azonban olyan szervetlen ásványi anyagok is, amelyek szálas szerkezetűek és ezek is alkalmassá tehetők textilipari felhasználásra.

## Csoportosítási elvek

### Csoportosítás az eredet szerint
A szálasanyagokat alapvetően két nagy csoportba osztjuk. Megkülönböztetünk:
- természetes alapanyagú szálasanyagokat, amelyeket a természetben meglévő anyagokból (növényekből, állatokból, ásványokból) nyernek, valamint
- mesterséges szálasanyagokat, amelyeket vagy a természetben meglévő anyagokból (például cellulózból vagy fehérjéből), vagy vegyipari módszerekkel mesterségesen előállított anyagokból (polimerekből) készítenek.

A részletesebb csoportosítást a mellékelt ábrák szemléltetik.

#### Természetes szálasanyagok

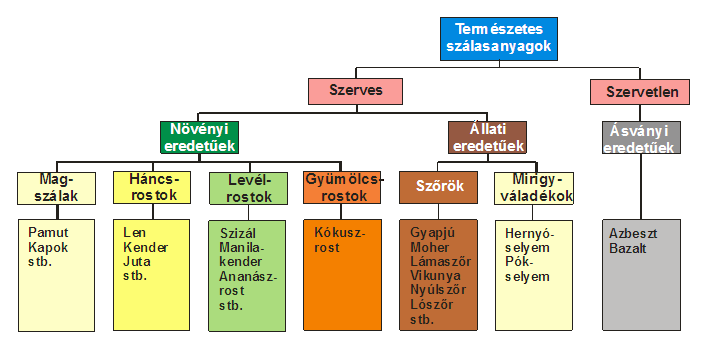

A természetes szálasanyagok a természetből (növényekről, állatokról, bizonyos ásványokból) nyerhető szálak.
1. A növényi eredetű szálak között vannak
- magszálak, azaz a növények magján nőtt szálak (ilyen például a pamut),
- háncsrostok, amelyek a növények szárában találhatók (ilyen például a len, a kender, a rami vagy a juta),
- levélrostok (mint nevük is mutatja, a növények levelében találhatók, mint például a szizál, manilakender) valamint
- gyümölcsrostok (ilyen a kókuszdió héjából nyerhető rost).

2. Az állati eredetű szálasanyagok két csoportja:
- a szőrök, például gyapjú, moher (a moherkecske szőre), kasmír (a kasmírkecske szőre), a teve vagy a láma szőre, az angóra (az angóranyúl szőre), a lószőr, valamint
- a mirigyváladékok; ilyen a hernyóselyem vagy a pókselyem.

3. Ásványi eredetű szálasanyagot az azbesztből és a bazaltból nyernek. (Az azbesztet egészségre ártalmas volta miatt ma már egyre kevesebb helyen használják.)

#### Mesterséges szálasanyagok

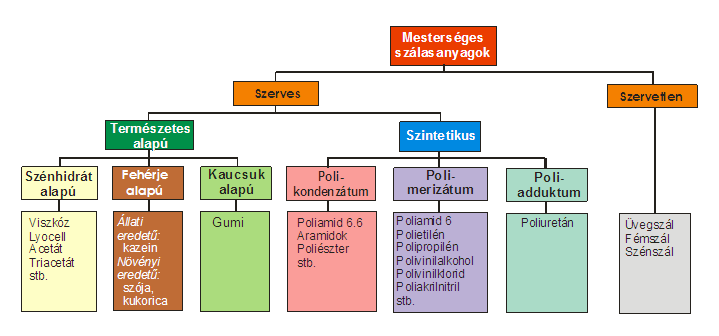

A mesterséges szálasanyagok kémiai eljárásokkal, gyárilag előállított szálak. Ezen belül két főcsoportot különböztetünk meg:
1. Természetes alapanyagú mesterséges szálak
Természetes alapanyagú szálaknak azokat nevezzük, amelyeket a természetben előforduló polimerek alkotnak.
- A természetben meglévő polimerek közül a mesterséges szálas anyagok szempontjából a legfontosabb a cellulóz. Ahhoz, hogy a cellulózból szálakat lehessen készíteni, kémiai eljárásokkal először módosítani kell az eredeti anyagot, hogy oldhatóvá váljék, majd a szálképzést követően vissza kell alakítani (regenerálni) az eredeti polimert – ezek a regenerált szálasanyagok. Legfontosabb képviselőjük a viszkóz és ennek környezetbarátabb technológiával előállított rokona, a lyocell, amelyek mind cellulóz láncmolekulákból állnak.
- Vannak emellett olyan szálasanyagok is, amelyek gyártásánál a kiinduló anyag szintén a cellulóz, de azt nem eredeti formájába alakítják vissza, hanem némileg módosult formában alkotja a szálak anyagát. Ezek legfontosabb képviselője az acetát és a triacetát.
- Emellett készítenek szálasanyagokat egyes növényi fehérjékből is (szójababból, kukoricából nyert fehérjéből).
- Természetes alapanyagú mesterséges szálasanyag a kaucsukból nyert gumiszál is.

2. Szintetikus szálak
Az olyan szálakat, amelyek hosszú láncmolekulákból álló polimerjeit kis molekulákból (ún. monomerekből) vegyipari eljárásokkal hozzák létre (szintetizálják), szintetikus szálasanyagoknak nevezzük. Ezek is több csoportba oszthatók:
- Egyféle kis molekulájú vegyület azonos molekulacsoportjainak összekapcsolódásával (az ún. polimerizációval) jön létre például a poliamidok[Jegyzet 2] egy része (a legismertebb ezek között a 6 szénatomot tartalmazó poliamid 6), továbbá a poliakrilnitril és a polivinilklorid (PVC) szál.
- A szintetikus szálasanyagok egy másik csoportjánál a láncmolekula két különböző kis molekula szigorú egymás utáni sorrendben történő sorozatos összekapcsolódásával jön létre, amelynek során melléktermékként vízmolekulák keletkeznek (ezek az ún. polikondenzátumok) – ide tartozik például az elsőnek feltalált poliamid fajta, a poliamid 6.6 (amelyben a láncmolekulát alkotó két monomer mindegyike hat-hat szénatomot tartalmaz és amelyet eredetileg Nylon márkanéven hoztak forgalomba), valamint a poliészter.
- A harmadik, csoport a poliaddícióval létrehozott polimer, amelyben különféle kis molekulájú vegyületekből víz kilépése nélkül keletkeznek a hosszú molekulaláncok; a textilipar ezek közül a poliuretán alapú elasztánfonalakat használja.
- Az olyan mesterséges szálasanyagok közül, amelyeket szervetlen anyagból állítanak elő, a legfontosabbak az üvegszálak, a szénszálak és a fémszálak.
- Vannak olyan szálasanyagként alkalmazott, mesterséges úton előállított termékek is, amelyek nem sorolhatók be a fenti csoportokba. A legfontosabb ezek közül a fémmel bevont keskeny és nagyon vékony műanyag fóliacsík (ún. „fémezett fonal”), amit a textilipar különböző színekben díszítőfonal gyanánt használ fel. Újabban - műszaki célokra - a textilipar vékony fémhuzalokból is készít kelméket.

A szintetikus szálasanyagok igen nagy előnye, hogy tulajdonságaik megfelelő kémiai és szálképzési eljárásokkal igen tág határok között állíthatók be. Ez a magyarázata rendkívüli sokféleségüknek is. Készítenek szintetikus szálasanyagokat akár egymással teljesen ellentétes tulajdonságokkal is. Vannak például nagy szilárdságú és kis nyúlású, valamint gyengébb, de nagyobb nyúlású szálak. Készülnek sok nedvességet felvenni képes vagy éppen egyáltalán nem nedvesedő szálak. Fontos szerepet töltenek be például a védőruhák készítésénél a nagy hőállóságú (több száz C-foknak is ellenálló), vagy az éghetetlen szálak, de a hideget jobban bíró és kiváló hőszigetelő szálak is. (Az utóbbiak üregesek és így légzárványt tartalmaznak, ezáltal jó hőszigetelő képességgel rendelkeznek.) Vannak az elektromosságot jól vezető, vagy éppen kiváló elektromos szigetelő képességű szálak. Kifejlesztettek az ibolyántúli sugarak ellen védelmet nyújtó, valamint a különféle vegyszereknek jól ellenálló szálakat is. Ebből a hatalmas választékból a mindenkori felhasználási cél követelményeinek legmegfelelőbbet választhatják ki a felhasználók. Ilyen nagy – és főleg tervezhető – tulajdonságskálát a természetes szálasanyagok nem kínálnak.
A 21. században, a fenntartható fejlődés szempontjainak előtérbe kerülésével egyre nagyobb fontosságot nyernek azok a kutatások, amelyek az ún. bioszintetikus szálasanyagok kifejlesztésére és gyártásuk meghonosítására irányulnak. A "hagyományos" úton előállított szintetikus szálasanyagokat fosszilis (kőolaj-származékokból nyert) anyagokból állítják elő. A kőolaj mennyisége a világban óriási ugyan, de egyre fogy. Azonkívül kitermelése, majd abból azoknak a monomer vegyületeknek az előállítása, amelyek a szintetikus szálak anyagát képezik, rendkívül energiaigényes és sokszor környezetszennyező. A fosszilis eredetű anyagokból előállított szálasanyagok ill. a belőlük gyártott termékek hátrányos tulajdonsága az is, hogy biológiailag nem bonthatók le, vagy csak rendkívül hosszú idő alatt bomlanak le, ezért nem újrahasznosítható hulladékaik nagyon terhelik a környezetet. Manapság ezért egyre nagyobb törekvés van olyan eljárások kifejlesztésére, amelyek más kiinduló anyagokból képesek a szálgyártáshoz szükséges monomer vegyületek előállítására. Kézenfekvő, hogy ehhez a lehető legnagyobb mértékben a természetben megújuló forrásokat igyekeznek keresni, amiket különböző növényekben, elsősorban a kukoricában, cukorrépában, cukornádban, növényi (pl. szója-, ricinus-) olajokban sikerült megtalálni. Az ezekből készült szintetikus szálasanyagokat nevezik bioszintetikus szálaknak.

### Csoportosítás a szálak hossza szerint
A szálasanyagok hossza szerint megkülönböztetünk
- rövid (néhány vagy néhány tíz centiméter hosszúságú) szálakat, mint amilyenek a növényi eredetű szálak és az állati eredetűek közül a szőrök (ezeket közvetlenül lehet felhasználni fonalak készítésére a fonás eljárásaival), valamint
- „végtelen” hosszú, folytonos szálakat (ezeket a textilipari szaknyelv filamenteknek nevezi), amelyek hossza több száz méter vagy akár több kilométer is lehet. Erre a természetben előforduló szálak között a legjobb példa a hernyóselyem. A mesterséges szálasanyagokat mind ilyen formában készítik, és vagy ebben a formában hagyják meg, vagy rövidebb szálakra felvágják azokat – ezek az ún. vágott szálak[Jegyzet 3] –, hogy természetes szálakhoz lehessen keverni, vagy belőlük azokhoz hasonló fonalakat (ún. font fonalakat) lehessen előállítani (lásd bővebben a fonás szócikkben).

### Csoportosítás a megjelenési forma szerint
A szálasanyagok többféle megjelenési formában fordulnak elő:
- elemi szálak: a szálasanyag különálló és roncsolás nélkül tovább nem osztható legkisebb eleme. Ilyen a természetes szálasanyagok között például a pamut- vagy a gyapjúszál, a mesterséges szálasanyagoknál a vágott szál vagy az önálló filament;
- rostok: egyes növényi szálas anyagok (például len, kender stb.) elemi sejtekre bontható sejtkötegei;
- selymek: ezen a néven a textiliparban kifejezetten a hernyóselymet és a pókselymet értik. A mesterséges úton előállított, de a „valódi” selyemhez hasonlóan rendkívül hosszú szálak nem értendők ide, ezek szakmai elnevezése
- végtelen szál, folytonos szál vagy filament. A köznyelvben használt "műselyem" kifejezést eredetileg a mesterségesen előállított, cellulóz alapú filamentfonalakra alkalmazták, amikor ezek alkalmazása a ruházkodásban elterjedt. Napjainkban már nagyon sokféle hasonló megjelenésű, de nem cellulóz alapú szálasanyag létezik, így a "műselyem" a kifejezés kerülendő.

## Szálfinomság
A szálak finomságát elvileg az átmérővel jellemezhetjük, ami általában néhány ezred milliméter nagyságrendű. A selyemszál átmérője például 9‑12 μm, a pamutszálé 15‑20 μm, a gyapjúszálé 15‑25 μm. Gyakorlatilag azonban ez a mérőszám nem használható a finomság jellemzésére, egyrészt azért, mert mérése nehéz, speciális műszert igényel, másrészt azért, mert a szálak keresztmetszete nem szabályos, ezért a mért érték attól függ, hogy a keresztmetszetben milyen irányban mérünk. Ezért a gyakorlatban a szálfinomság jellemzésére az egységnyi tömegű szál hosszát, vagy az egységnyi hosszúságú szál tömegét adják meg.
A műszaki fejlődés folyamán a különböző országokban különböző számozási rendszerek alakultak ki a szálfinomság jellemzésére. Az angolszász nyelvterületen ma is az ott használatos mértékegységeket használják (yard, font stb.), másutt ‑ nálunk is ‑ a metrikus mértékegységek (méter, gramm) használatosak erre a célra is.
A finomsági számozási rendszerek két csoportba oszthatók:
- hossz-„számozás” vagy indirekt rendszer, amelyekben a finomsági szám a rendszer alapjául elfogadott tömegegység hosszát jelenti, valamint a
- tömeg-„számozás” vagy direkt rendszer, ahol a finomsági szám a rendszer alapjául elfogadott hosszegység tömegét jelenti.

A metrikus mértékegységeket használó országokban a tömeg-számozási rendszerben megadott finomsági szám az 1 gramm tömegű szál hosszát jelenti méterben, ennek egyezményes jele: Nm, ami a „numerus metricus” kifejezés rövidítése. Ilyen mértékegységekkel dolgozva például a pamutszálak finomsága Nm 6000‑7000 nagyságrendű (vagyis 6‑7 ezer méternyi pamutszál tömege 1 gramm). Ugyancsak a metrikus mértékegységek használatával a hossz-számozási rendszerben megadott finomsági szám az 1000 méter hosszú szál tömegét jelenti grammban. Ezt utóbbit nevezik „tex finomságnak” és ha a tömeg 1000 méterre vonatkozik, a szám mögé ezt a szót írjuk mértékegységként: „tex”. Használatos még a 10 000 méterre vonatkoztatott tömeg is, és mivel ennek mérőszáma így 10-szeres, a mértékegység ebben az esetben decitex, rövidítve dtex. Bár nem szabványos, de alkalmazásban van a „denier” (ejtsd: dönié) mértékegység is (rövidítve: den), ez 9000 méter hosszú szál tömegét jelenti szintén grammban.
A „direkt” és „indirekt” kifejezések abból származnak, hogy a direkt számozással megadott finomságnál a nagyobb szám vastagabb, a kisebb szám vékonyabb szálat jellemez, az indirekt számozás esetén pedig éppen fordítva: vékonyabb szálhoz nagyobb finomsági szám tartozik.
A finomsági számozási rendszerek egymásba átszámíthatók:
Nm = 1000/tex = 10 000/dtex = 9000/den
tex = 1000/Nm
dtex = 10 000/Nm = 1,11 den
den = 9000/Nm = 0,9 dtex = 9 tex
Példa: A finom nejlonharisnyák készítésére például igen gyakran használnak 20 den-es poliamid filamentet, ami tehát azt jelenti, hogy ebből 9000 méter tömege 20 gramm. 20 den tehát megfelel 22,2 (kerekítve 22) dtex-nek, ill. a tömeg-számozási rendszerben Nm=9000/20=450-nek.
Megjegyezzük, hogy ugyanezen az elven történik a fonalak finomsági számozása is.

## Mikroszálak
Mikroszálaknak nevezik általában azokat a mesterséges szálasanyagokat, amelyek szálfinomsága nem haladja meg az 1 dtex-et, azaz amelyekből 10 ezer méter hosszú szál tömege nem nagyobb 1 grammnál. A 0,1 dtex-nél finomabb szálakat ultra-mikroszálaknak is nevezik. A mai szintetikus szálgyártás már 0,0001 dtex finomságú szálak előállítására is képes, ezek az ún. szuper finom mikroszálak. Az ilyen finom szálak feldolgozása a szokványos textilipari gyártási módszerekkel nagyon bonyolult és lassú, a 0,8 dtex körüli finomságú mikroszálak azonban a szokásos eljárásokkal már kezelhetők. A valódi (hernyó-) selyem elemi szálfinomsága 1,3 dtex körül van (10 000 m hosszú fonal tömege kb. 1,3 g), ezért egyes fonalgyárak a fenti definíciótól eltérően a mikroszálak határfinomságát itt, az 1,3 dtex-nél húzzák meg. (Összehasonlításul: a pamut elemi szálak finomsága 1,5‑2,5 dtex, a gyapjúszálaké 3‑6 dtex.)
A mikroszálak nagy előnye, hogy a belőlük készült textilanyag nagyon puha, kellemes fogású, szép esésű. Manapság már nagyon sokszor találkozunk velük különböző ruhadarabjainkon, akár szövéssel, akár kötéssel állítják is elő azok kelméjét, de használatuk elterjedt az ipari alkalmazású nem szőtt kelmék gyártásában is. Ezeknek a szálaknak a megjelenése új alkalmazási területeket nyitott meg a textilanyagok számára.
A mikroszálak nagyon hajlékonyak, együttesen nagy felületet képviselnek, a fonal keresztmetszetében nagy számú elemi szálat alkotnak. Mindennek következtében puha, nagy fedőképességű, hűvös tapintású textilanyagok készíthetők belőlük.
Bár a mikroszálakat főleg szintetikus polimerekből készítik, újabban kidolgozták egyes cellulóz alapú mesterséges szálaknak is ezt a változatát.

## Nanoszálak
Noha a nanotechnológia az 1–100 nanométeres (10−9–10−7 m) mérettartományba eső anyagok megismerésének és alkalmazásának tudománya, a textiliparban „nanoszálaknak” nevezik az olyan szálakat, amelyek átlagos átmérője nem nagyobb 1 μm-nél (10−6 m) és hosszúságuk legalább 100-szorosa az átlagos átmérőnek.
Számos helyen foglalkoznak a nanotechnológia felhasználásával mesterséges szálak készítésére. Az ilyen irányú kísérletek Amerikában már az 1940-es években megkezdődtek, de nagyobb arányú fejlesztésük manapság van napirenden. Gyártásukra többféle módszert is kidolgoztak, a legelterjedtebb az elektromos térben történő szálhúzás. Itt a polimerből egy körkörösen mozgó fej nyílásából egy cseppet "ejtenek le" elektromos térben, ami az elektromos tér és a körkörös mozgás hatására erősen megnyúlva, nano-méretűvé vékonyodó szál formájában érkezik le egy gyűjtőlapra.
Nanotechnológiai eljárásokkal ez idő szerint olyan szálakat tudnak előállítani, amelyeket a textilipar különleges nemszőtt kelmék gyártására használhat, amelyekből azután szűrőbetétek, bőrutánzatok, gyógyászati eszközök (kötszerek) készíthetők. A szűrőbetétek és a kötszerek esetében az a nagy előny, hogy rendkívül kis méretű részecskék kiszűrését teszik lehetővé, akár még mikroorganizmusokét is.

## Bikomponens szálak

Különböző felépítésű bikomponens szálak keresztmetszeti képe

A szintetikus szálasanyagoknak igen fontos csoportját képezik a bikomponens, azaz kétféle polimerből alkotott szálak, amelyekben azonban a kétféle polimer nem keveredik, hanem
- egymás mellett, egymáshoz "tapadva" helyezkedik el (a), vagy
- az egyik gyűrűszerűen veszi körül a másikat ("mag/köpeny" elrendezés) (b), vagy
- az egyik a másikba beágyazódva foglal helyet (ez az ún. "szigetek a tengerben" elhelyezkedés, mert a szál keresztmetszetében a beágyazott komponens apró szigetek formájában jelenik meg; hivatalosabb elnevezése: "mátrix/fibrilla" elrendezés) (c), vagy
- az egyik komponens a szál keresztmetszetében csillag alakot mutat, a másik komponens pedig a csillag szárai között helyezkedik el (d).

Bikomponens szálakat többféle célra is készítenek. Néhány példa:
- Ha az a) típusú bikomponens szálban az egyik komponens hő hatására zsugorodik, a másik nem, akkor a zsugorodó alkotórész hatására maga az egész szál göndörödik, a gyapjúszálhoz hasonló hullámos alakot vesz fel és ebből teltebb fogású textilanyag készíthető.
- Ha a "mag/köpeny" felépítésű bikomponens szál külső rétege (a köpeny) alacsonyabb hőmérsékleten olvad, mint a belső (a mag), akkor hőkezelés során a köpeny megolvad és ragasztóanyagként rögzíti az egész szálhalmazt, miközben a magot alkotó szálak teljes értékű szálak formájában keverednek az alap-szálhalmazzal. Ezt a hatást nemszőtt kelmék készítésénél, a szövedék rögzítésére használják ki.
- Ha a csillag alakú keresztmetszettel rendelkező komponens, vagy a "szigetek a tengerben" felépítésű szál beágyazó komponense oldással eltávolítható, akkor a megmaradó másik komponens külön-külön szálakká esik szét, amelyek egyenként sokkal vékonyabbak, mint amilyen az eredeti bikomponens szál volt. Ilyen eljárással készítik a mikroszálakat.

## Szálkeverékek
A szálasanyagokat igen gyakran keverékekben használják fel. Ennek célja vagy gazdasági megfontolás (olcsóbb szálasanyag hozzákeverésével csökkenteni lehet az árat), vagy bizonyos tulajdonságok létrehozása. A textiliparban nagyon sokféle szálkeverékkel dolgoznak, amelyek sokszor lényegesen befolyásolják a késztermék használati tulajdonságait. Igen gyakori például a pamut-poliészter keverék alkalmazása, amivel a pamut kedvező fiziológiai tulajdonságait egyesítik a poliészternek azzal a tulajdonságával, hogy hő rögzíthető, azaz a kelme (szövet vagy kötöttáru) gyártása során alkalmazott 180 °C körüli hőmérsékleten a kelmében felvett alakja tartósan rögzítődik és azt mosás után is visszanyeri. Ennek eredményeként a kelme könnyebben kisimul, kevésbé kell vasalni, és egyúttal megakadályozza a pamutárukra jellemző mosási méretváltozást („összemenést”) is. Gyakran találkozunk – főként felsőruházati textíliákban – gyapjú-poliészter keverékekkel is, amivel a kelme gyűrődésállóságát és könnyebb kezelhetőségét biztosítják. Különböző tulajdonságú szálasanyagok gondosan kikísérletezett keverésével nagyon széles skálán állíthatók be a kész textília tulajdonságai ill. gyártási költségük, amivel a gyártók nagyon szívesen élnek is.

## A szálasanyagok elnevezéseinek elfogadott rövidítései
Az egyes termékek gyártásához felhasznált szálasanyagok anyaga alapvetően befolyásolja a késztermék tulajdonságait és így felhasználási területeiket és kezelésmódjukat is. Ezért minden textilanyag leírásának fontos része az alapanyag megnevezése. A magyar fogyasztóvédelmi előírások szigorúan megkövetelik a nyersanyag-összetétel feltüntetését minden textilterméken. A hazai forgalomba hozott anyagok megnevezését a rendelet előírása szerint mindig magyar nevükön kell kiírni. Ennek ellenére gyakran találkozunk az anyagnevek rövidített megjelölésével, bár ez hivatalosan csak „belső használatra” szolgálhatna. Ezekre a rövidítésekre nemzetközileg elfogadott betűkombinációkat alkalmaznak, amelyek közül a mindennapi gyakorlatban – szabálytalan módon sokszor még vevőtájékoztató címkéken is – leggyakrabban a következők fordulnak elő:
| Megnevezés | Rövidítés | Megnevezés | Rövidítés | Megnevezés      | Rövidítés | Megnevezés | Rövidítés |
| ---------- | --------- | ---------- | --------- | --------------- | --------- | ---------- | --------- |
| Acetát     | CA        | Kasmir     | WS        | Nyúlszőr        | WN        | Selyem     | SE        |
| Angóra     | WA        | Kender     | HA        | Pamut           | CO        | Szénszál   | CF        |
| Aramid     | AR        | Kókusz     | CC        | Poliakrilnitril | PAN       | Teveszőr   | WK        |
| Elasztán   | EL        | Len        | LI        | Poliamid        | PA        | Triacetát  | CTA       |
| Gumi       | LA        | Lyocell    | CLY       | Poliészter      | PES       | Üveg       | GF        |
| Gyapjú     | WO        | Modakril   | MAC       | Polipropilén    | PP        | Vikunya    | WG        |
| Juta       | JU        | Moher      | WM        | Rami            | RA        | Viszkóz    | CV        |

## Kereskedelmi elnevezések
A mesterséges szálasanyagokat – miután azokat gyárilag állítják elő – többnyire védett márkanevekkel látják el. Ezeket az elnevezéseket szabály szerint csak akkor szabad feltüntetni a terméken, ha ezt a gyártó hivatalosan engedélyezi (az engedélyezést sok esetben a gyártási körülmények és a termék szigorú minőségi ellenőrzése előzi meg) és a termék valóban az adott márkájú szálasanyagból készül. Előfordul azonban, hogy egy-egy márkanév annyira elterjed a köztudatban, hogy idővel csoportnévvé válik; jó példa erre a „nylon” szó (hivatalos magyaros írásmódja: „nejlon”), amely eredetileg a DuPont cég poliamid 6.6 szálának márkaneve volt („Nylon” formában, azaz nagy kezdőbetűvel írva), de ma már – amikor a márkanév használati joga már lejárt – minden poliamidszálra alkalmazzák. Hasonló a helyzet a "lyocell"-lel: ez eredetileg a Lenzing cég által bejegyzett márkanév volt Lyocell formában, de ma már kis betűvel írjuk és hasonló elven készített más márkájú szálakat is magában foglal.

## A világ szálasanyag-termelése és -fogyasztása

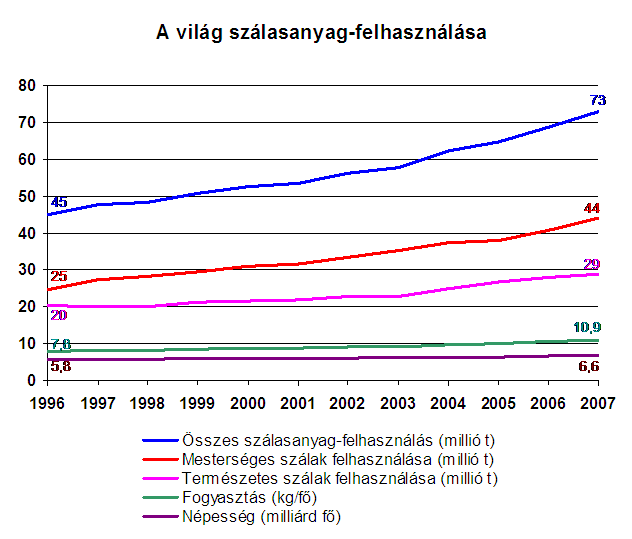

A szálasanyagok rendkívül sokfélék és a világ minden országában termesztenek vagy gyártanak valamilyen fajtát. A különböző fajta szálasanyagok összesített felhasználási adatait a mellékelt diagram szemlélteti. Látható, hogy az 1996 és 2007 közötti 11 év alatt az összes felhasználás 45 millió tonnáról 73 millió tonnára, több mint másfélszeresére emelkedett! Ezen belül a természetes szálasanyagok fogyasztása 45%-kal, a mesterséges szálasanyagoké viszont 76%-kal növekedett. Az egy főre eső textilszál-fogyasztás világviszonylatban 10,9 kg/év, 11 év alatt ez is közel 40%-os emelkedésnek felel meg. Ebben természetesen nem csak a ruházati cikkek, hanem a különféle ipari és egészségügyi alkalmazások is beleszámítanak – sőt, ez az utóbbi az a terület, ahol a felhasználás elsősorban emelkedő tendenciát mutat: 2006-ban mintegy 20 millió tonna volt, ami a teljes szálas anyagfelhasználásnak 29%-a. A szálasanyag-termelésnek tehát a szálasanyagokat felhasználó iparágaknak (a műszaki és egészségügyi cikkeket előállító textiliparon kívül főleg a textil erősítésű kompozitokat gyártó műanyagiparnak) egyre nagyobb igényeit kell kielégítenie, de a Föld népességének növekedése a ruházati textíliák termelésének folyamatos növelését is szükségessé teszi.
A szálasanyagok termesztésében ill. a mesterséges szálasanyagok gyártásában egyre nagyobb súllyal szerepelnek az ázsiai országok, elsősorban Kína, Tajvan, Japán, Dél-Korea, India, de természetesen fontos szerepet töltenek be e téren egyes európai országok (Németország, Franciaország, Olaszország, Oroszország, Törökország) és az USA, Mexikó és Brazília is.

## Szálasanyaggyártás Magyarországon
Hazánkban korábban jelentős gyapjú-, kender- és lentermelés folyt. A rostlent mint ruházati alapanyagot Magyarországon a honfoglalás óta ismerik és a 19. század közepére már figyelemre méltó lenkultúra alakult ki hazánkban. Hasonlóképpen, a kenderipar is nagyon korán kialakult, először 1877-ben alapítottak kenderfeldolgozó gyárat Szegeden. Az 1950-es évek elején kísérleteztek a Dél-Alföldön a gyapottermesztés meghonosításával is, de sikertelenül.
Mára azonban mindezek erősen visszaszorultak. A gyapjútermelés mintegy évi 4700 t mennyiségben, a rostkendertermesztés  2400 t/év körüli mennyiségben maradt fenn és a rostlen termelése megszűnt.
1905-ben (a világon másodikként) alapítottak Magyarországon, Sárváron cellulóznitrát alapú mesterséges szálat gyártó üzemet, a francia érdekeltségű Magyar Chardonnet Selyemgyár Rt.-t. A nitrátcellulóz robbanásveszélyes volta miatt az üzemben számos súlyos baleset történt és részben ezért, részben mert ez a technológia nem volt versenyképes az akkorra már felfejlődött viszkózgyártással, 1914-ben bezárták.
1923-ban-ban Magyaróváron létesült a Magyaróvári Műselyemgyár, amelynek termékét döntő részben exportálták, mert Magyarországon az akkori textilipar még nem volt fogadóképes annak feldolgozására. A gyár később átállt konfekcióipari termékek gyártására és pamutkelme szövésére. 1990-ig a Mosonmagyaróvári Kötöttárugyár működött a helyén.
A nyergesújfalui Magyar Viscosa Rt.-t 1941-ben alapították viszkózszálak gyártására. A gyár az 1948-ban végrehajtott államosítás után Magyar Viscosa gyár néven folytatta működését és 1968-ig a viszkózszálak mellett celofánt és viszkózszivacsot is gyártott. 1958-ban bevezették a Danamid nevű poliamid 6 vágott szálak előállítását is, amit 1980-ig gyártottak, 1965-től 1982-ig pedig ugyanezen a néven poliamid 6 filamentfonal is készült az üzemben. 1965-ben megkezdték a Popril polipropilén szálak gyártását is, amit 1989-ig folytattak. 1973-tól az 1990-es évek elejéig gyártották a Crumeron márkanevű poliakrilnitril szálakat. Az 1995-ben privatizált vállalat új tulajdonosa a Zoltek Co. Inc. (USA), amely a Zoltek Zrt. néven tovább működő gyárat átállította szénszálak (Panex) és velük rokon ún. oxidált szálak (Pyron) előállítására, amelyeknek a műszaki textíliák és textilbetétes kompozitok gyártásában igen nagy jelentősége van. 2013-ban a Zoltek céget a japán Toray Industries Co. vásárolta meg és a szénszálgyártást saját technológiájára állította át.

## Külső hivatkozások
- Gyapjútermelés
- A magyar juhtenyésztés problémái
- Feltámad a magyar kender
- A Zoltek Zrt. honlapja Archiválva 2015. december 10-i dátummal a Wayback Machine-ben
- A Hungaro-Len Kft. honlapja